# Jan Michaelis (Snowboarder)
Jan Michaelis (* 15. Januar 1978 in Hamburg) ist ein ehemaliger deutscher  Freestyle-Snowboard-Profi. Er nahm u. a. an den Olympischen Spielen in Salt Lake City (2002) und Turin (2006) teil. In Salt Lake City qualifizierte er sich direkt für das Finale der besten Zwölf, konnte jedoch dann verletzungsbedingt nicht am Finale teilnehmen. In den Saisons 2001/02 und 2005/06 gewann er den Snowboard-Weltcup in der Disziplin Halfpipe.
Nach neun Jahren beendete er im Jahr 2006 seine aktive Karriere und nahm an der Hochschule Ansbach ein Studium im Studiengang "Internationales Management" auf.

## Erfolge
- Gesamtweltcupsieger Halfpipe (2005/2006)[1]
- Gesamtweltcupsieger Halfpipe (2001/2002)[1]
- Vize-Gesamtweltcupsieger Halfpipe (2004/2005)
- 1. Platz Worldcup Leysin, Schweiz (2006)
- 4. Platz World Championships Whistler, Kanada (2005)
- 2. Platz Halfpipe Telus World Ski & Snowboard Festival Whistler, Canada (2004)[4]
- 1. Platz O'neill Pro Freestyle Avoriaz, Frankreich (2004)
- 1. Platz Worldcup Ruka, Finnland (2002)
- 1. Platz Worldcup Kreischberg, Österreich (2002)
- 1. Platz Worldcup Berchtesgaden, Deutschland (2001)
- 1. Platz Deutsche Meisterschaft Zugspitze, Deutschland (2002)
- 12. Platz Olympische Spiele Salt Lake City, USA (2002)
- 15. Platz Olympische Spiele Turin, Italien (2006)